# Święta w Egipcie
Święta państwowe w Egipcie obchodzone są przez całą ludność. Ponieważ islam jest religią państwową, święta islamskie są przestrzegane przez wszystkich Egipcjan. Święta chrześcijańskie nie są dniami wolnymi od pracy (z wyjątkiem Bożego Narodzenia obrządku wschodniego), ale mogą być obchodzone przez chrześcijan.

## Święta
Następujące święta obchodzone są w całym kraju, a urzędy państwowe są wtedy zamknięte. Tabela przedstawia święta państwowe i ważne święta religijne.
| Data           | Nazwa święta            | Opis                                                                                             |
| -------------- | ----------------------- | ------------------------------------------------------------------------------------------------ |
| 7 stycznia     | Boże Narodzenie         | Upamiętnienie narodzin Jezusa Chrystusa, zgodnie z liturgią Koptyjskiego Kościoła Ortodoksyjnego |
| 25 stycznia    | Dzień Policji           | Święto egipskiej policji                                                                         |
| 25 kwietnia    | Dzień Wyzwolenia Synaju | Upamiętnienie wycofania izraelskich wojsk z Półwyspu Synaj w 1982 roku                           |
| 1 maja         | Święto Pracy            |                                                                                                  |
| 23 lipca       | Dzień Rewolucji         | Upamiętnienie rewolucji w 1952 roku                                                              |
| 6 października | Dzień Sił Zbrojnych     | Upamiętnienie przekroczenia Kanału Sueskiego w wojnie Jom Kipur                                  |

### Święta ruchome
| Nazwa święta         | Opis                                                   |
| -------------------- | ------------------------------------------------------ |
| Sham el-Nessim       | Poniedziałek po prawosławnej Wielkanocy                |
| Nowy Rok Muzułmański | Nowy rok według księżycowego kalendarza muzułmańskiego |
| Mawlid (sunnici)     | Urodziny proroka Mahometa, zgodnie z rachubą sunnicką  |
| Id al-Fitr           |                                                        |
| Id al-Adha           |                                                        |

## Inne święta
Następujące święta obchodzone są w całym kraju, ale urzędy państwowe są wtedy otwarte.
| Data            | Nazwa święta              | Opis                                        |
| --------------- | ------------------------- | ------------------------------------------- |
| 1 stycznia      | Nowy Rok                  | Nowy rok, według kalendarza gregoriańskiego |
| 3 marca         | Dzień sportowców          |                                             |
| 21 marca        | Dzień Matki               |                                             |
| 18 czerwca      | Dzień Ewakuacji           |                                             |
| 15 sierpnia     | Dzień Wylewów Nilu        |                                             |
| 21 października | Dzień Egipskiej Marynarki |                                             |
| 24 października | Święto Zwycięstwa Suezu   |                                             |
| 23 grudnia      | Dzień Zwycięstwa          | Upamiętnienie zakończenia kryzysu sueskiego |